# Bret Hart
Bret Hart (født 2. juli 1957), også kendt under ringnavnet Bret "The Hitman" Hart, er en tidligere canadisk wrestler, der arbejder for World Wrestling Entertainment (WWE). Han er en del af Hart-familien.
Bret Hart fik sin debut i wrestling i 1976 i sin fars wrestlingorganisation Stampede Wrestling. I 1984 skrev han kontrakt med World Wrestling Federation (WWF), hvor han dannede et succesrigt tagteam med Jim Neidhart, og de blev kendt som The Hart Foundation. I 1991 blev han dog udelukkende single-wrestler og vandt sin første VM-titel i 1992. Hart vandt WWF's VM-titel fem gange i alt. Under kontroversielle omstændigheder forlod han WWF i 1997 og skrev kontrakt med World Championship Wrestling (WCW), hvor han vandt VM-titlen yderligere to gange, inden han indstillede karrieren i 2000. WWE indsatte ham i WWE Hall of Fame i 2006, og Hart vendte tilbage til WWE's tv-programmer i 2010 efter 12 års pause. Mange anerkender Hart som en af de bedste wrestlere nogensinde.
Hart er en syvdobbelt verdensmester med fem VM-titler i WWE og to i WCW. Derudover vandt han også WWE's Royal Rumble i 1994 sammen med Lex Luger. Han er den eneste wrestler, der har vundet WWE's King of the Ring-turnering to gange (med sejre i både 1991 og 1993).

## Wrestling

### Stampede Wrestling (1976-1984)
Som 19-årig startede Bret Hart med at arbejde i sin fars wrestlingorganisation Stampede Wrestling i Calgary, Canada. Sammen med sin bror Keith vandt han tagteam-titlerne fire gange. Hart opnåede stor succes og blev én af organisationens vigtigste wrestlere, indtil han skrev kontrakt med World Wrestling Federation (WWF) i august 1984.

### World Wrestling Federation (1984-1997)

#### The Hart Foundation (1984-1991)
I World Wrestling Federation blev Hart sat sammen med Jim Neidhart, der havde Jimmy Hart som manager. De blev kaldt The Hart Foundation. Ved WWF's WrestleMania 2 i 1986 deltog begge wrestlere i en 20-mands battle royal, der blev vundet af André the Giant. Brets adræthed og tekniske styrker fik kommentatoren Gorilla Monsoon til at give ham tilnavnet "The Excellence of Execution". I 1980'erne opnåede Hart international succes og vandt WWF Tag Team Championship to gange med Neidhart. I februar 1987 besejrede de British Bulldogs under en episode af WWF's Superstars. De tabte VM-bælterne igen i oktober 1987 til Strike Force. Ved SummerSlam i august 1990 besejrede de Demolition for at vinde VM-bælterne, men tabte dem igen i oktober til The Rockers (Marty Jannetty og Shawn Michaels). Nogle dage efter fik de dog VM-bælterne leveret tilbage af WWF's præsident, Jack Tunney, fordi ringen var gået i stykker i titelkampen. De mistede VM-bælterne igen i marts 1991.
I sin karriere i WWF beskrev Hart ofte sig selv som "The best there is, the best there was, and the best there ever will be" ("Den bedste, der er, den bedste, der var, og den bedste, der vil være nogensinde"). Han har taget citatet fra filmen The Natural. Han forklarede beskrivelsen af sig selv med begrundelsen, at han aldrig havde skadet en modstander, at han aldrig havde misset et show, og at han kun én gang har nægtet at tabe en kamp (Montreal Screwjob).

#### Solo-succes (1991-1992)
Efter et nederlag til Nasty Boys ved WrestleMania VII i foråret 1991 gik The Hart Foundation fra hinanden, og Hart begyndte som single-wrestler. Han vandt sit første WWF Intercontinental Championship med sejr over Mr. Perfect ved WWF's SummerSlam i august 1991. Han vandt kampen ved at bruge en sharpshooter (Bret Harts "finishing move"). Han tabte titlen til The Mountie i januar 1992. Hart genvandt dog titlen ved WWF's WrestleMania VIII nogle måneder senere med sejr over den nye mester Roddy Piper. I juli 1992 besejrede han også Shawn Michaels i den første Ladder match nogensinde i WWF.

#### Main event-status (1992-1993)
Hart tabte titlen til Davey Boy Smith (British Bulldog) ved WWF's SummerSlam i 1992, der blev afholdt foran 80.000 tilskuere på Wembley i London, Storbritannien. Det var første gang, at Bret Hart deltog i en main event ved et pay-per-view-show. Efterfølgende bibeholdt han sin main event-status, fordi han begyndte at komme i betragtning til WWF's VM-titel. Hart vandt VM-titlen med sejr over Ric Flair d. 12. oktober 1992. Hart forsvarede VM-titlen mod bl.a. Papa Shango, Shawn Michaels og Razor Ramon, inden han måtte se sig besejret af Yokozuna ved WrestleMania IX i 1993. Nogle måneder senere vandt Hart King of the Ring-turneringen med sejre over Razor Ramon, Mr. Perfect og Bam Bam Bigelow. Hart mødte Jerry Lawler ved WWF's SummerSlam i august 1993, men ifølge Hart var det oprindeligt meningen, at han skulle have mødt Hulk Hogan, der var blevet verdensmester for femte gang, i en VM-titelkamp. I stedet for blev det Yokozuna, der besejrede Hogan.

#### Familieproblemer (1993-1994)
I efteråret 1993 indledte Bret Hart en fejde med sin lillebror Owen Hart. Owen var tilsyneladende blevet jaloux på Bret. Det startede ved WWF's Survivor Series, hvor Owen, som det eneste medlem af Hart-familien, blev elimineret fra kampen. Owen gav Bret skylden og forlangte en kamp mod ham. I mellemtiden vandt Bret Hart for første gang Royal Rumble-kampen ved WWF's Royal Rumble i januar 1994. Sejren blev dog også samtidig tildelt Lex Luger, da begge wrestlere var blevet elimineret samtidig til sidst. Begge wrestlere modtog derfor også en VM-titelkamp ved WrestleMania X. Ved WrestleMania X skulle Bret Hart derfor møde både sin lillebror Owen og senere i kamp mod vinderen af VM-titelkampen mellem den regerende verdensmester Yokozuna og Lex Luger. Bret Hart tabte kampen til sin lillebror, men gik hen og besejrede Yokozuna og vandt dermed VM-titlen for anden gang i WWF.
Ved WWF's King of the Ring forsvarede Bret Hart sin VM-titel mod Diesel. Bret og Owen fortsatte deres fejde og mødte i en VM-titelkamp ved WWF's SummerSlam i august 1994, som Bret vandt. Hart tabte dog VM-titlen til Bob Backlund ved WWF's Survivor Series. Bret Hart fik dog revanche ved at besejre Backlund ved WrestleMania XI.

#### The Hart Foundation genforenes (1995-1997)
Diesel havde vundet VM-titlen fra Bob Backlund, og Bret Hart begyndte dermed at gå efter Diesels VM-titel. De to kæmpede uafgjort ved WWF's Royal Rumble i januar 1995, men ved WWF's Survivor Series i november kunne Hart for tredje gang vinde VM-titlen ved at besejre Diesel. Shawn Michaels vandt Royal Rumble-kampen i 1996 og blev derved automatisk topudfordrer til Harts titel. De to skulle mødes i en Iron Man match ved WrestleMania XII, hvor den wrestler, der i løbet af 60 minutter kunne få flest "decisions", ville løbe med VM-titlen. Med mindre end ét minut igen var stillingen 0-0, og kort derefter fik Hart placeret Michaels i en sharpshooter. Michaels nåede dog ikke at give op, inden tiden udløb, og kampen blev derfor uafgjort 0-0, hvilket betød, at Hart forsvarede titlen. WWF's præsident, Gorilla Monsoon, forlangte dog, at der skulle være en vinder, og kampen blev genstartet, til der ville kunne kåres en vinder. Michaels vandt kort efter VM-titlen.
Bret Hart tog efter nederlaget en pause fra wrestling. Han overvejede at skrive kontrakt med World Championship Wrestling (WCW), men blev hos WWF. I WWF blev Hart hånet af den opkommende stjerne Steve Austin, der forlangte en kamp mod ham. Efter otte måneders pause gjorde Hart comeback og besejrede Steve Austin ved WWF's Survivor Series. I starten af 1997 vandt Hart VM-titlen for fjerde gang i en Fatal four-way match, der også involverede Steve Austin, Vader og The Undertaker. Aftenen efter under en episode af RAW sørgede Austin dog for, at Bret Hart tabte VM-titlen til Sycho Sid. Bret Hart og Steve Austin mødtes endnu engang ved WrestleMania 13, hvor Hart igen vandt. Det var 12. gang i træk, at Hart medvirkede i WrestleMania, men også den sidste. I kampen skiftede Austin og Hart roller. Austin blev populær face-wrestler, mens Hart blev en hadet heel-wrestler.
Fordi fans begyndte at bue Hart, startede han en anti-amerikansk gruppe, der samtidig var en fortsættelse og genforening af The Hart Foundation med Davey Boy Smith, Owen Hart, Jim Neidhart og Brian Pillman. Gruppen var upopulær blandt fans i USA, men meget populær i Canada og Europa. Ved WWF's SummerSlam i august 1997 vandt Bret Hart sin femte og sidste VM-titel i WWF med sejr over The Undertaker i en kamp, hvor ærkerivalen Shawn Michaels var dommer. Ved en fejl havde Michaels ramt The Undertaker med en stol, der i virkeligheden var ment til Hart, der kort forinden havde spyttet ham i hovedet.

#### Montreal Screwjob og farvel til WWF (1997)
Omkring dette tidspunkt begyndte Harts rivaliseren med "kommentatoren" Vince McMahon at eskalere. De to havde konfronteret hinanden ved ringside, og mange fans var begyndt at hade McMahon. McMahon havde i mange år fungeret som kommentator og speaker i WWF, men i virkeligheden var det McMahon, der ejede WWF. I 1997 var der dog ikke mange fans, der vidste dette, men stille og roligt begyndte man på WWF's tv-programmer at anerkende McMahons rolle som formand og ejer. I 1996 havde Hart skrevet en 20-årig kontrakt med WWF, men fordi organisationen var hårdt ramt økonomisk havde den ikke råd til kontrakten. Selvom Hart formentlig var den største stjerne inden for wrestling i midten af 1990'erne, mente McMahon, at Harts rolle som "The Hitman" var begyndt at blive mindre succesrig og skulle ændres. Han ville dog gerne have, at Hart blev i WWF for at diskutere kontrakten og hans rolle som wrestler. Samtidig gav McMahon dog også sin velsignelse til, at Hart kunne skrive kontrakt med World Championship Wrestling, og Hart valgte at skrive en 3-årig kontrakt med WCW. Hart, der fortsat var verdensmester i WWF, skulle wrestle sin sidste kamp mod ærkerivalen Shawn Michaels ved WWF's Survivor Series i november 1997 i Montreal, Canada. Hart ønskede ikke at slutte karrieren i WWF med et nederlag til Michaels i sit hjemland og nægtede derfor at tabe VM-titlen til Michaels den aften, som McMahon ellers havde foreslået. De aftalte, at Hart kunne opgive titlen aftenen efter på tv-programmet RAW eller tabe til en anden wrestler i en anden kamp nogle uger efter.
Selvom Hart havde forsikret McMahon, at han ikke ville tage VM-bæltet med sig til WCW, var han stadig urolig. Tidligere havde WWF nemlig brugt WCW's VM-bælte i organisationens egne tv-programmer. Det fik McMahon til at bryde sit løfte, i hvad der skulle blive kendt som Montreal Screwjob. I kampen mod Michaels blev Hart placeret i en sharpshooter, og selvom Hart aldrig gav op, signalerede dommer Earl Hebner, at han havde efter ordre fra McMahon, der stod ved ringside. Dermed tabte Hart VM-titlen til Michaels. En frustreret Hart spyttede umiddelbart efter kampen McMahon i hovedet og fortsatte derefter med at ødelægge tv-udstyr, og backstage slog han desuden også McMahon i hovedet for øjnene af en række wrestlere, bl.a. McMahons søn, Shane McMahon. Hart konfronterede også Michaels med kampens udfald, men han påstod, at han intet anede om snyderiet. Det viste sig senere, at McMahon, Michaels og nogle få andre havde holdt møde om kampens udfald bag Harts ryg for at sikre, at VM-bæltet ikke kom i WCW's hænder. De to organisationer var i skarp konkurrence, og WCW havde i et godt stykke tid haft overtaget og været den førende wrestlingorganisation.

### World Championship Wrestling (1997-2000)

#### Debut i WCW (1997-1998)
Dagen efter Montreal Screwjob annoncerede WCW's præsident, Eric Bischoff, at Bret Hart havde skrevet kontrakt med World Championship Wrestling, og at han i øvrigt ville slutte sig til heel-gruppen New World Order (nWo), der var ført an af WCW's verdensmester Hollywood Hogan. Hart fik sin debut 15. december 1997 under en episode af WCW Monday Nitro, hvor han blev annonceret til at skulle være dommer i kampen mellem Eric Bischoff og Larry Zbyszko ved WCW's Starrcade. I denne kamp viste det sig dog, at Bret Hart umiddelbart ikke havde planer om at slutte sig til nWo, og senere samme aften var Hart også involveret som dommer i VM-titelkampen mellem Hollywood Hogan og Sting. Hart sørgede for, at Sting vandt VM-titlen fra Hogan, fordi dommer Nick Patrick kort forinden havde forsøgt at snyde. Hart råbte, at han "ikke ville lade det ske igen" med en klar henvisning til Montreal Screwjob i WWF måneden før. Harts popularitet blandt fans efter Montreal Screwjob fik WCW til at ændre Harts planer om at være heel-wrestler og i stedet blev han face-wrestler. Bret Hart fik sin debutkamp i WCW ved Souled Out i januar 1998, hvor han besejrede Ric Flair. Han besejrede også Curt Hennig ved WCW's Uncensored i marts.

#### Amerikansk mester (1998-1999)
I april 1998 blev Bret Hart dog igen upopulær blandt fans, da han uofficielt sluttede sig til nWo, der var under ledelse af Hollywood Hogan, under en episode af WCW Monday Nitro. Han hjalp Hogan i en VM-titelkamp med at vinde VM-titlen mod den regerende verdensmester Randy Savage. Hart besejrede Savage ved WCW's Slamboree i maj med hjælp fra Hogan, og for første gang nogensinde dannede Hart og Hogan et tagteam sammen, og de besejrede Savage og Roddy Piper ved WCW's The Great American Bash.
Bret Hart fik sin første titelkamp i WCW i juli ved WCW's Bash at the Beach. Det var dog overraskende ikke WCW's VM-titel, Hart skulle kæmpe om, men i stedet for én af organisationer mindre prestigefyldte titler, WCW World Television Championship. I titelkampen mod Booker T blev Hart diskvalificeret, efter at havde slået Booker T med en stol. Selvom Hart var en etableret topwrestler og tidligere femdobbelt verdensmester i WWF, havde han kommet til WCW i en tid, hvor der var enorm konkurrence om VM-titlen, og han blev i stedet for sat til at vinde WCW's andenmest prestigefyldte titel, WCW United States Heavyweight Championship i midten af 1998. Ved at give Hart denne titel ville det ifølge Eric Bischoff give Bret Hart mulighed for at udvide antallet af titler på Bret Harts cv, mens der var stor uenighed backstage i WCW, om hvem der skulle være verdensmester. Bischoff fik samtidig også topwrestlere og tidligere verdensmestre som fx Ric Flair og Sting til at kæmpe om WCW United States Heavyweight Championship for at give titlen med prestige. Mange kritikere mente dog, at det var en kæmpe fejl at fjerne en wrestler som Bret Hart fra kampen om WCW's VM-titel, og Bret Hart mente selv, at han blev brugt dårligt i sin tid i WCW.
Under en episode af WCW Monday Nitro 20. juli 1998 vandt Bret Hart for første gang en titel i WCW. Han besejrede Diamond Dallas Page i finalen i en titelturnering om WCW United States Heavyweight Championship, der var blevet ledig, efter at den tidligere mester, Goldberg, havde måtte opgive at forsvare titlen, fordi han var blevet verdensmester. Hart ville efterfølgende vinde titlen i alt fire gange. Selvom han ikke officielt var medlem af nWo, blev han støttet af gruppen i kampen, og The Giant kom til ringen og angreb Page. Nogle dage senere tabte han titlen til Lex Luger, men kun for at vinde titlen tilbage under en episode af WCW Thunder.
Ved WCW's Fall Brawl deltog Bret Hart på nWo Hollywoods hold sammen med Hollywood Hogan og Stevie Ray. Vinderen af kampen ville få en VM-titelkamp mod Goldberg. Diamond Dallas Page blev kampens vinder. Hart indledte en fejde med Sting, og Hart forsvarede sin titel mod Sting ved WCW's Halloween Havoc i oktober. Senere i oktober tabte han titlen til Diamond Dallas Page. Page besejrede Hart endnu engang ved WCW's World War 3, men 30. november 1998 fik han revanche mod Page, og Hart vandt titlen for tredje gang. Hart tabte titlen i februar 1999 til Roddy Piper under en episode af Nitro.
Bret Hart tog noget tid væk fra wrestling i starten af 1999, men kort inden han var på vej tilbage til WCW, døde hans lillebror, Owen Hart, i en tragisk ulykke midt under et pay-per-view-show i WWF. Hart tog derfor fri fra WCW et stykke tid for at være ved sin familie.

#### Verdensmester i WCW (1999-2000)
Bret Hart vendte tilbage til WCW 13. september 1999 under en episode af WCW Monday Nitro, hvor han dannede tagteam med Hulk Hogan, der i mellemtiden var vendt tilbage som face-wrestler, mod Sting og Lex Luger, der omvendt var blevet heel-wrestlere, efter at Sting havde slået Hogan i hovedet med et bat ved WCW's Fall Brawl og vundet VM-titlen fra Hogan. Hogan og Hart vandt kampen. Måneden efter wrestlede han en hyldestkamp til sin lillebror Owen Hart under en episode af Nitro i Kansas City, hvor Owen var faldet i døden nogle måneder tidligere. Kampen var mod Chris Benoit, der var god ven af Hart-familien.
På samme tidspunkt i WCW skiftede WWF's topforfatter, Vince Russo, fra WWF til WCW, og han iværksatte en storyline, hvor en række VM-titelkampe mellem Sting, Hulk Hogan og Goldberg i sidste ende resulterede i, at VM-titlen blev erklæret ledig af WCW. En titelturnering blev sat i gang for at finde en ny verdensmester aftenen efter WCW's Halloween Havoc i oktober. I første runde skulle Hart møde Goldberg, og kampen var samtidig også en kamp om Goldbergs WCW United States Heavyweight Championship, som han havde vundet aftenen før mod Sid Vicious. Med hjælp udefra var Hart i stand til at besejre Goldberg, der dermed fik sit kun andet nederlag i karrieren. Det var fjerde og sidste gang, at Hart vandt US-titlen. To uger senere tabte han US-titlen til Scott Hall i en Ladder match, der også inkluderede Sid Vicious og Goldberg. I VM-titelturneringen fortsatte Hart dog sin sejrsrække og besejrede Perry Saturn, Billy Kidman, Sting og i finalen Chris Benoit, og han vandt dermed WCW's VM-titel for første gang.
Sammen med Goldberg kunne Hart nogle uger efter for første gang vinde WCW World Tag Team Championship. Dermed holdt Hart to titler i WCW. Goldberg og Hart tabte dog VM-bælterne til The Outsiders ugen efter. Ved WCW's Starrcade forsvarede Hart sin VM-titel mod Goldberg. Midt i kampen blev Hart sparket voldsomt i hovedet af Goldberg, der gav ham en alvorlig hjernerystelse. Hart var dog ikke klar over alvorligheden af denne skade og fortsatte med at wrestle i ugerne efter, men det var et resultat af Harts skader i kampen, at han i januar 2000 måtte indstille karrieren. VM-titelkampen ved Starrcade var dog endt under kontroversielle omstændigheder, og aftenen efter opgav Hart sin VM-titel, fordi han ikke ønskede at vinde titlen ved snyd. Samme aften besejrede han Goldberg i en rematch og vandt dermed VM-titlen for anden gang i WCW. Det var Harts syvende og sidste VM-titel i karrieren. Hart vandt rematchen med hjælp fra The Outsiders, og umiddelbart efter kampen gendannede de nWo sammen med Jeff Jarrett, og Hart var atter heel-wrestler. I januar 2000 nåede Hart at forsvare VM-titlen mod både Terry Funk og Kevin Nash, inden han opgav titlen pga. sin skade umiddelbart inden den planlagte VM-titelkamp mod Sid Vicious ved WCW's Souled Out.
Hart fortsatte med at lave optrædender i WCW af og til og deltog endda i en battle royal i maj 2000. Harts sidste optræden i WCW var 6. september 2000, hvor han konfronterede Goldberg ang. skaden fra Starrcade. Hart forlod WCW officielt i slutningen af 2000 og indstillede endeligt karrieren kort efter.

### World Wrestling Entertainment (2010)

#### Fejde med Vince McMahon
Forholdet mellem Vince McMahon og Bret Hart løsnede efterhånden op i løbet af 2000'erne, og Bret Hart blev indsat i WWE Hall of Fame i 2006. Hart nægtede dog at deltage i en hyldest aftenen efter Hall of Fame-ceremonien under WrestleMania, og han ønskede desuden heller ikke, at Shawn Michaels var til stede, mens han blev indsat.
I januar 2010 vendte Bret Hart dog endelig tilbage til World Wrestling Entertainment (WWE) for at være gæstevært på RAW d. 4. januar. Det var Harts første optræden i WWE i mere end 12 år, og han konfronterede Shawn Michaels og Vince McMahon angående Montreal Screwjob. Hart sluttede fred med Michaels i ringen denne aften og forsøgte at gøre det samme med McMahon. Det virkede også som om, at McMahon ønskede at slutte fred med Hart, men lige pludselig sparkede han Hart i maven. McMahon forlod ringen med Hart liggende ned, men tre uger senere vendte Hart tilbage til RAW, hvor han gjorde gengæld. Derefter gjorde Hart klar til at placere McMahon i en sharpshooter, men blev stoppet af Batista. Over de efterfølgende uger genskabte både Bret Hart og Vince McMahon øjeblikke, der skete under Montreal Screwjob på RAW. McMahon spyttede eksempelvis Hart i ansigtet (ligesom Hart havde gjort i 1997), og Hart ødelagde noget tv-udstyr på RAW (ligesom han havde gjort ved Survivor Series i 1997).
I februar blev Bret Hart udfordret til en kamp mod McMahon ved WWE's WrestleMania XXVI. Aftenen inden showet blev Bret Harts far, Stu Hart, indsat i WWE Hall of Fame af Hart-familien. Bret Hart besejrede ved WrestleMania XXVI Vince McMahon efter en sharpshooter. Det var Harts første kamp siden 2000, og Harts første kamp i WWE siden Montreal Screwjob i 1997. Aftenen efter under en episode af RAW ønskede han Shawn Michaels tillykke med en fantastisk karriere (Michaels havde tabt Retirement match mod The Undertaker ved WrestleMania XXVI og var nødsaget til at indstille karrieren).

## VM-titler
Bret Hart er en syvdobbelt verdensmester. Han har vundet WWF Championship fem gange i World Wrestling Federation og WCW World Heavyweight Championship to gange i World Championship Wrestling.
| Nr. | VM-titel                           | Modstander     | Org. | Dato              | Show                         | Dage | Efterfølger     |
| --- | ---------------------------------- | -------------- | ---- | ----------------- | ---------------------------- | ---- | --------------- |
| 1   | WWF Championship                   | Ric Flair      | WWF  | 12. oktober 1992  | Liveshow                     | 174  | Yokozuna        |
| 2   | WWF Championship                   | Yokozuna       | WWF  | 20. marts 1994    | WrestleMania X               | 248  | Bob Backlund    |
| 3   | WWF Championship                   | Diesel         | WWF  | 19. november 1995 | Survivor Series              | 133  | Shawn Michaels  |
| 4   | WWF Championship                   | Ledig1         | WWF  | 16. februar 1997  | In Your House 13: Fatal Four | 1    | Sycho Sid       |
| 5   | WWF Championship                   | The Undertaker | WWF  | 3. august 1997    | SummerSlam                   | 98   | Shawn Michaels2 |
| 6   | WCW World Heavyweight Championship | Ledig3         | WCW  | 21. november 1999 | Mayhem                       | 29   | Ledig           |
| 7   | WCW World Heavyweight Championship | Ledig4         | WCW  | 20. december 1999 | WCW Monday Nitro             | 27   | Ledig           |

1 Kampen om den ledige VM-titel var en fatal four-way match, der også involverede The Undertaker, Sycho Sid og Steve Austin. 

2 Kampen er blevet kendt som Montreal Screwjob. 

3 Kampen var finalen i en titelturnering mod Chris Benoit om den ledige VM-titel.

4 Kampen om den ledige VM-titel var en rematch fra Starrcade aftenen før mellem Hart og Goldberg.

## Ekstern henvisning
- Officiel hjemmeside
- Bret Hart på Internet Movie Database (engelsk)
- Bret Hart på AllMovie (engelsk)
- Bret Hart på The Movie Database (engelsk)
- Bret Harts profil på CageMatch worker (engelsk)
- Bret Harts profil hos Internet Wrestling Database (engelsk)
- Bret Harts profil hos Online World of Wrestling (engelsk)
- Bret Harts profil hos Online World of Wrestling (engelsk)
- Bret Harts profil hos WWE.com (engelsk)
- Bret Harts profil på wrestlingdata.com (engelsk)
- Bret Harts profil hos NNDB (engelsk)